# Kasemetsa
Kasemetsa es una localidad del municipio de Saku en el condado de Harju, Estonia, con una población censada a final del año 2011 de 307 habitantes. 
Se encuentra ubicada en el centro-oeste del condado, a poca distancia al sur de Tallin y de la costa del golfo de Finlandia (mar Báltico), y cerca del río Pirita.